# Лісець (Плачковиця)
Лісець (мак. Лисец) — найвища вершина Плачковиці висотою 1754 м. Вершина піднімається в східній частині гори, де також знаходяться вершини Чупино Брдо (1725 м), Бел-Камен (1707 м) і Кара-Тепе (1625 м). Піднятися на вершину можна з північного, південного та східного боків, причому північний бік є найпростішим. Вершина також відома як одна з вершин Македонії з найкращим видом.

## Скелелазні маршрути

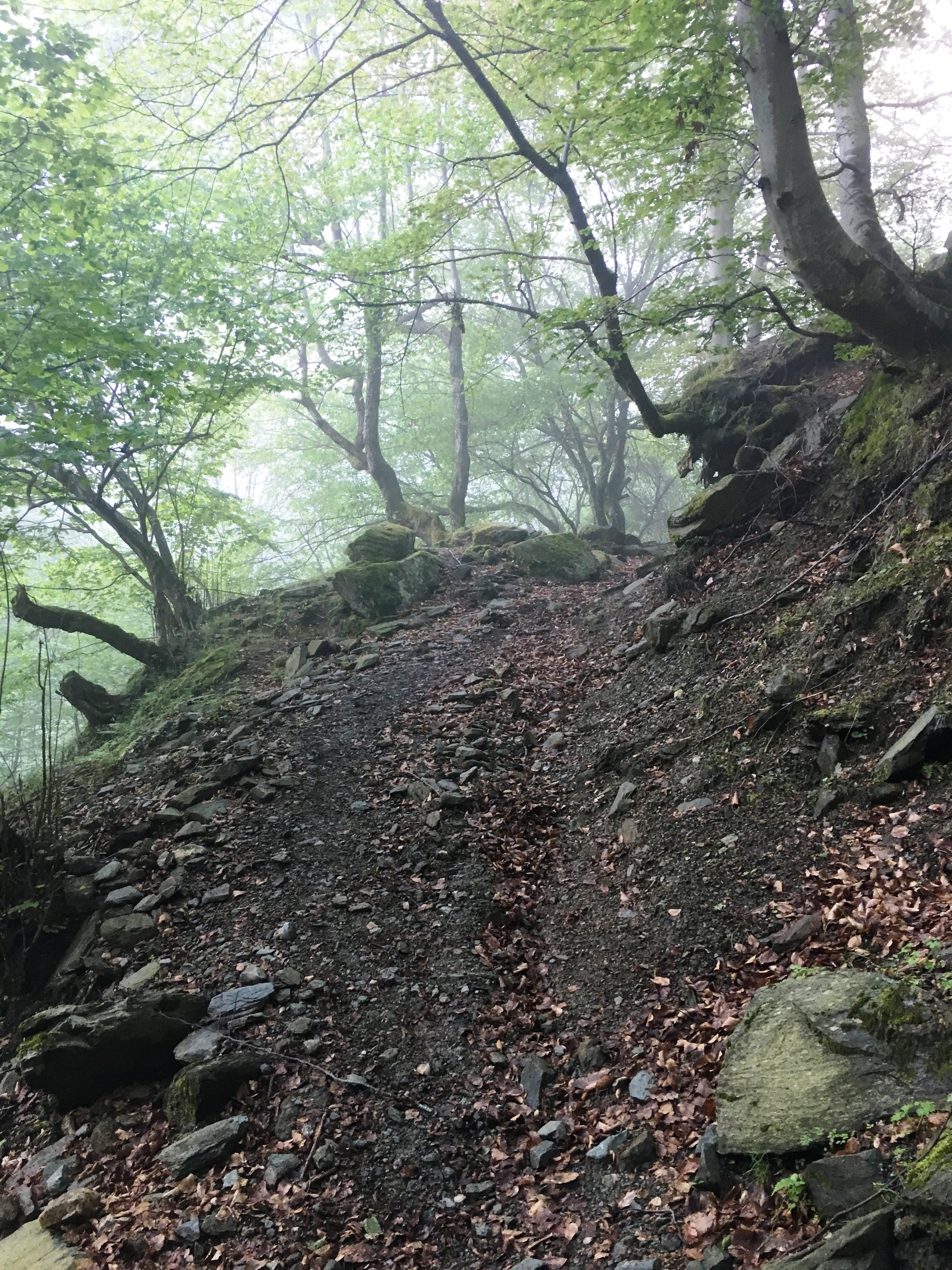
Альпіністська дорога на Плачковицю на підйомі з села Градець

Піднятися на вершину можна трьома шляхами: з північного, південного та східного боку.
Найпростіший спосіб піднятися на вершину з північного боку, який починається від села Зрновці або від села Градець, і відстань становить близько 10 км. Шлях від Зрновці в нижній частині в основному рухається вздовж течії Зрновської Реки, тоді як від села Градець у нижній частині він в основному рухається вздовж течії Градецької Реки. Стежки з двох сіл потім зливаються в одну, яка продовжується до Лісечко Біло на висоті близько 1500 м, звідки продовжується до самої вершини.
З південної сторони підйом починається з Радовиш і продовжується через тваринницьку ферму Чешма Мале, звідки короткими стежками виходить на асфальтовану дорогу. Дорога продовжується до села Козбунар, звідки знову починаються короткі стежки. В безпосередній близькості від лісництва знову асфальтована дорога, а від лісництва ґрунтова дорога довжиною 2 км продовжується до садиби «Джумая», яка знаходиться на висоті 1420 м. Від Радовиша до садиби можна доїхати також автотранспортом по асфальтованій дорозі протяжністю 22 км. Напрямок руху з гори продовжується маркованою стежкою вниз до річки Еден Дере, яку кілька разів перетинають, щоб дістатися до підніжжя вершини.

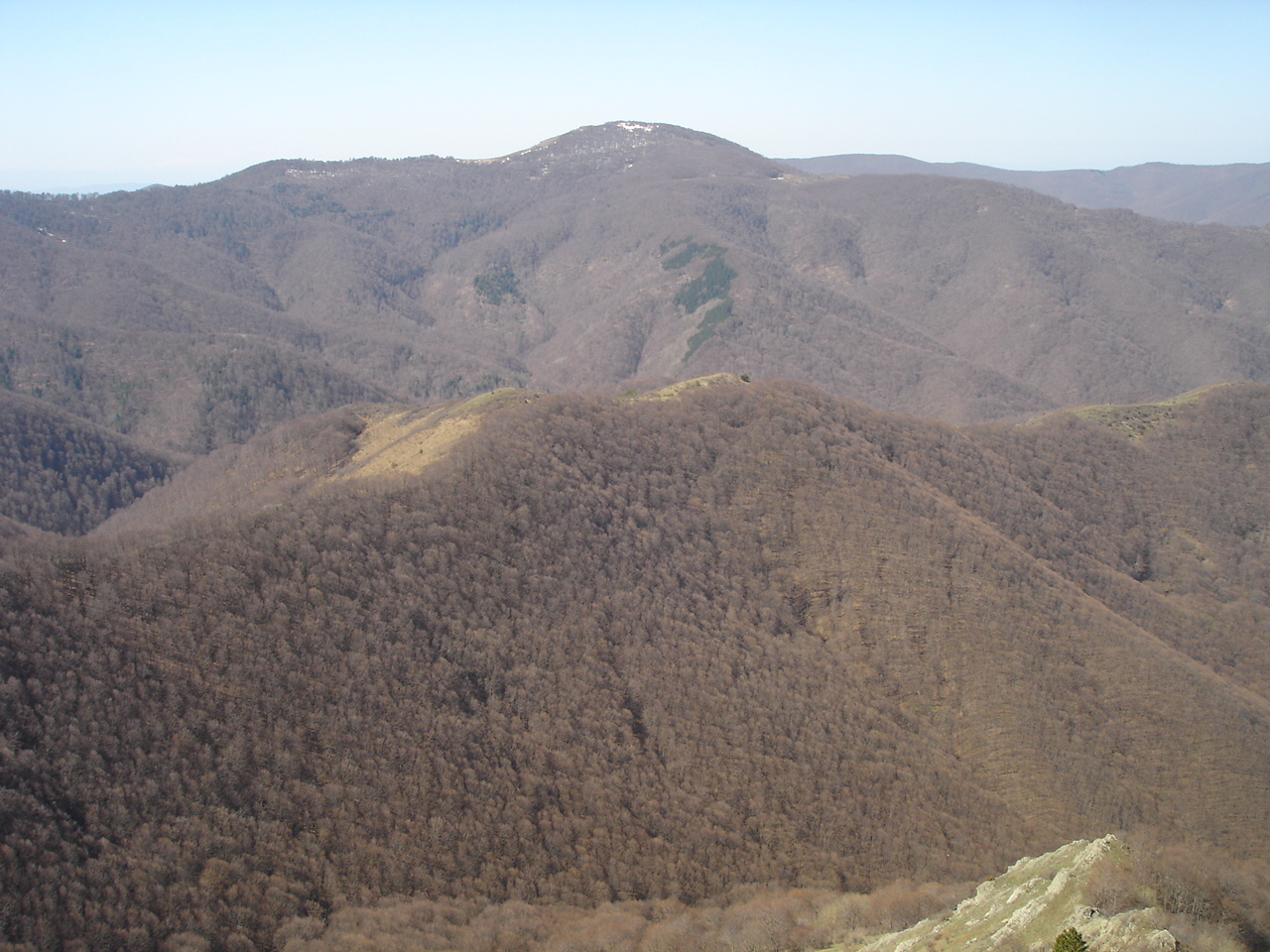
Вид на пік Лісець

Зі східного боку починається підйом від гірського садиби «Вртешка» на висоті 1107 м. Гірський будиночок знаходиться приблизно за 35 км від Штипа, і до нього можна дістатися на автомобілі. Початковий підйом від гірського будиночка йде козячою стежкою в напрямку вілл Штипська Плачковиця на висоті 1280 м над рівнем моря. Звідти підйом триває по асфальтовій дорозі приблизно 800 м до перехрестя, де стежка повертає праворуч. Продовжуйте щебневою стежкою, де ви натрапите на фонтан, і через 1,5 км дійдете до села Джамія на висоті близько 1500 м. У селі є перехрестя, де стежка повертає праворуч. Приблизно через 250 м є нове перехрестя, і ви продовжуєте стежкою, яка веде на південний схід і повертає на схід. Пройшовши стежкою приблизно 2 км, ви натрапляєте на марковану стежину, яка веде до вершини. Шлях спочатку спускається до каньйону Улумія, а приблизно через 1,5 км ви досягаєте русла річки Ломія на висоті близько 1000 м. Перетнувши річку, продовжуйте вузькою козячою стежкою на крутий пагорб і приблизно через 1 км ви пройдете вершину Криво Брдо (1282 м). Шлях продовжується далі і приблизно через 1 км ви досягаєте села Побієн Камінь на висоті 1407 м над рівнем моря, звідки відкривається вид на вершину Лісець. Далі приблизно через 2,5 км шляху ви виходите на широку щебневу дорогу на висоті 1550 м над рівнем моря, після чого починається прямий підйом на вершину з її північного боку. Піднімаючись по дорозі довжиною близько 3 км, ви натрапляєте на територію з полями, будівлями та вертолітним майданчиком на висоті 1640 метрів, після чого продовжите рух до самої вершини. 

## Видимість
Лісець є однією з вершин Македонії з найбільшим видом, тобто найдальшою горизонтальною лінією видимості. В умовах ясної погоди і чистої атмосфери з нього можна побачити гору Рила на сході, Салонікську затоку на півдні і навіть гору Олімп. Завдяки чудовому краєвиду на вершині раніше розташовувався військовий радарний центр спостереження, планується будівництво астрономічної обсерваторії.

## Галерея

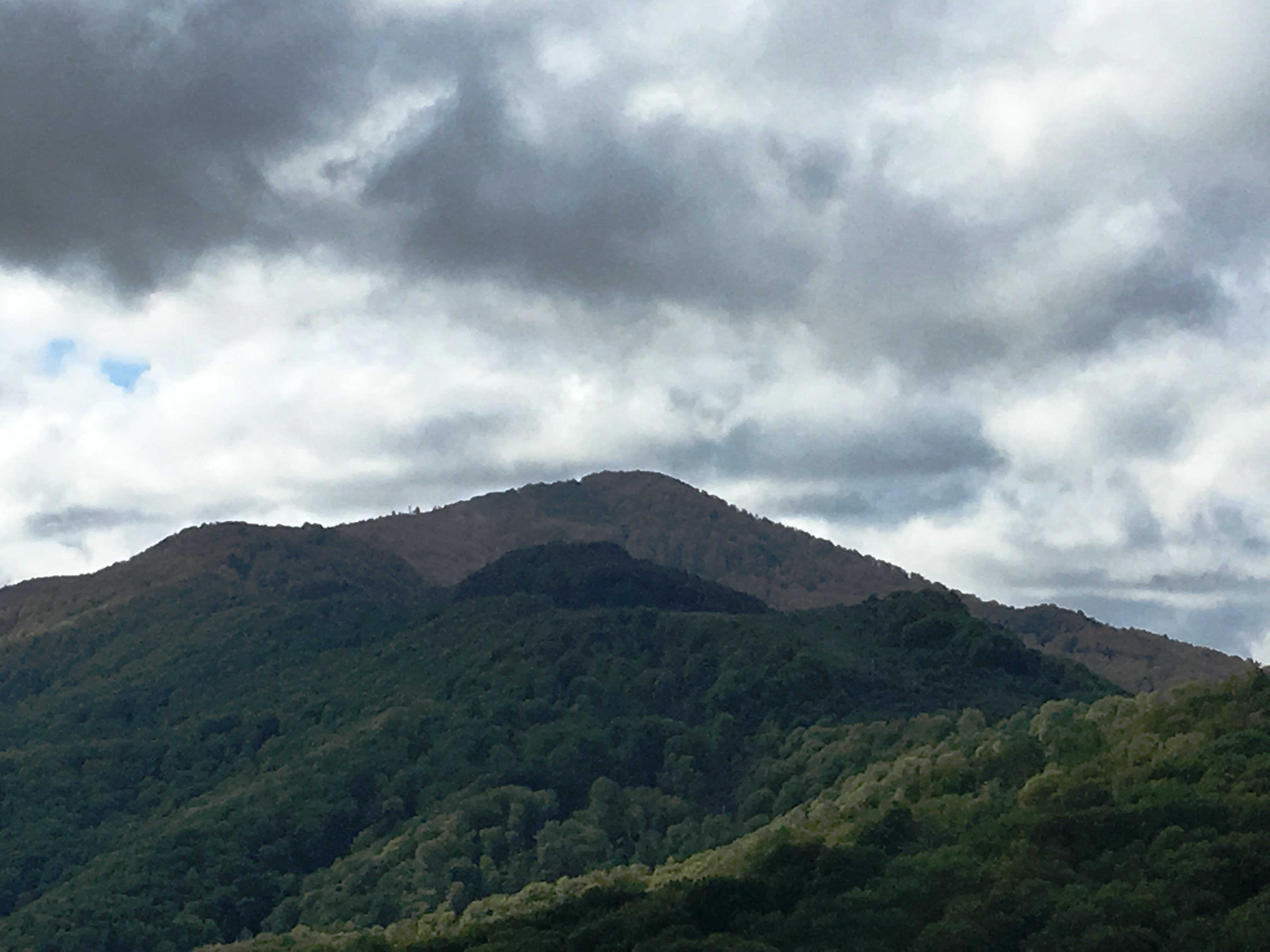
Вид на Лісець зі схилів Плачковиці
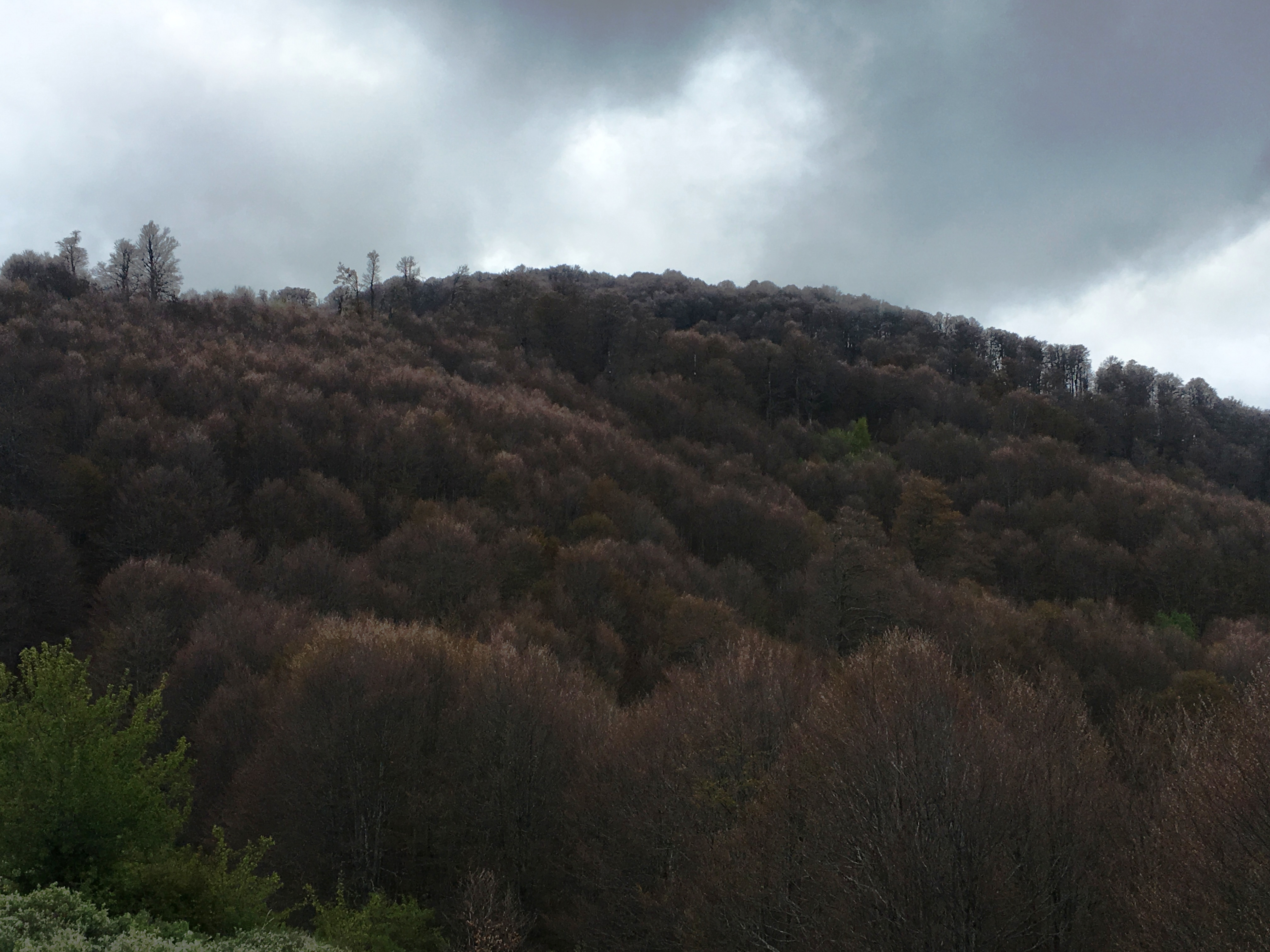
Вид на Лісець з лісом, що розкинувся прямо під вершиною
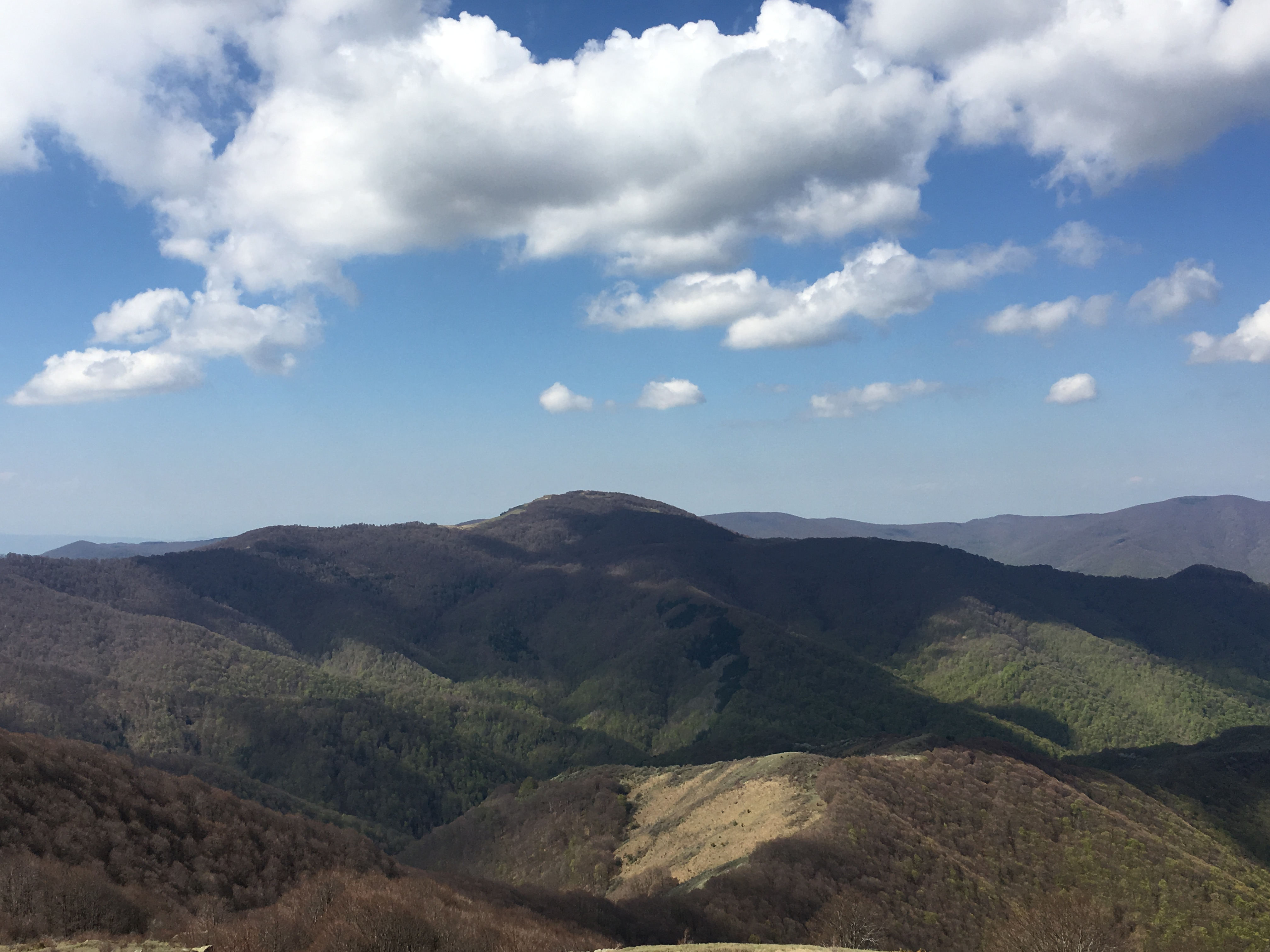
Вид на Лісець з вершини Чупіно Брдо (1725 м)
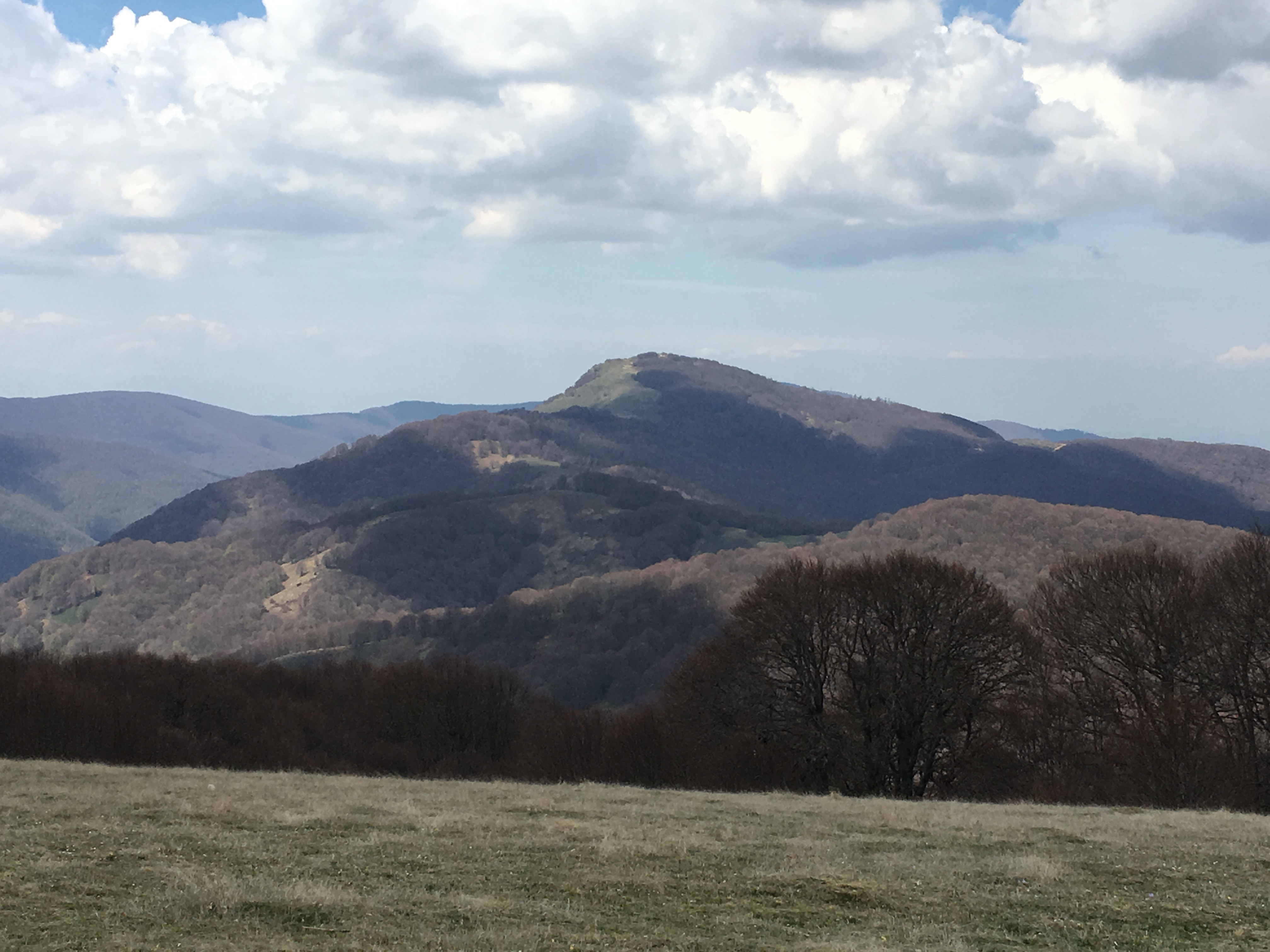
Вид на Лісець з вершини Бел-Камен (1707 м)
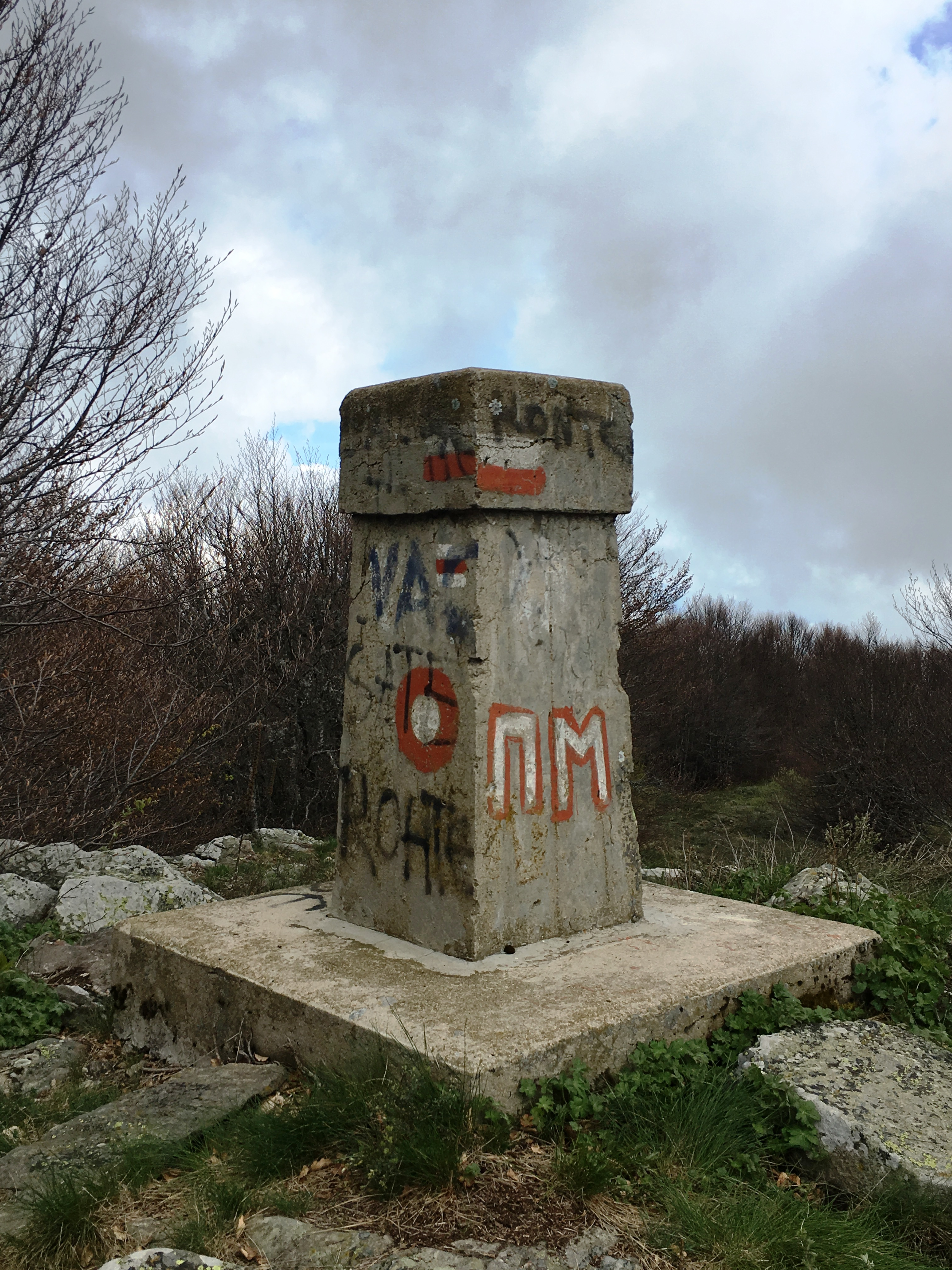
Камінь на вершині
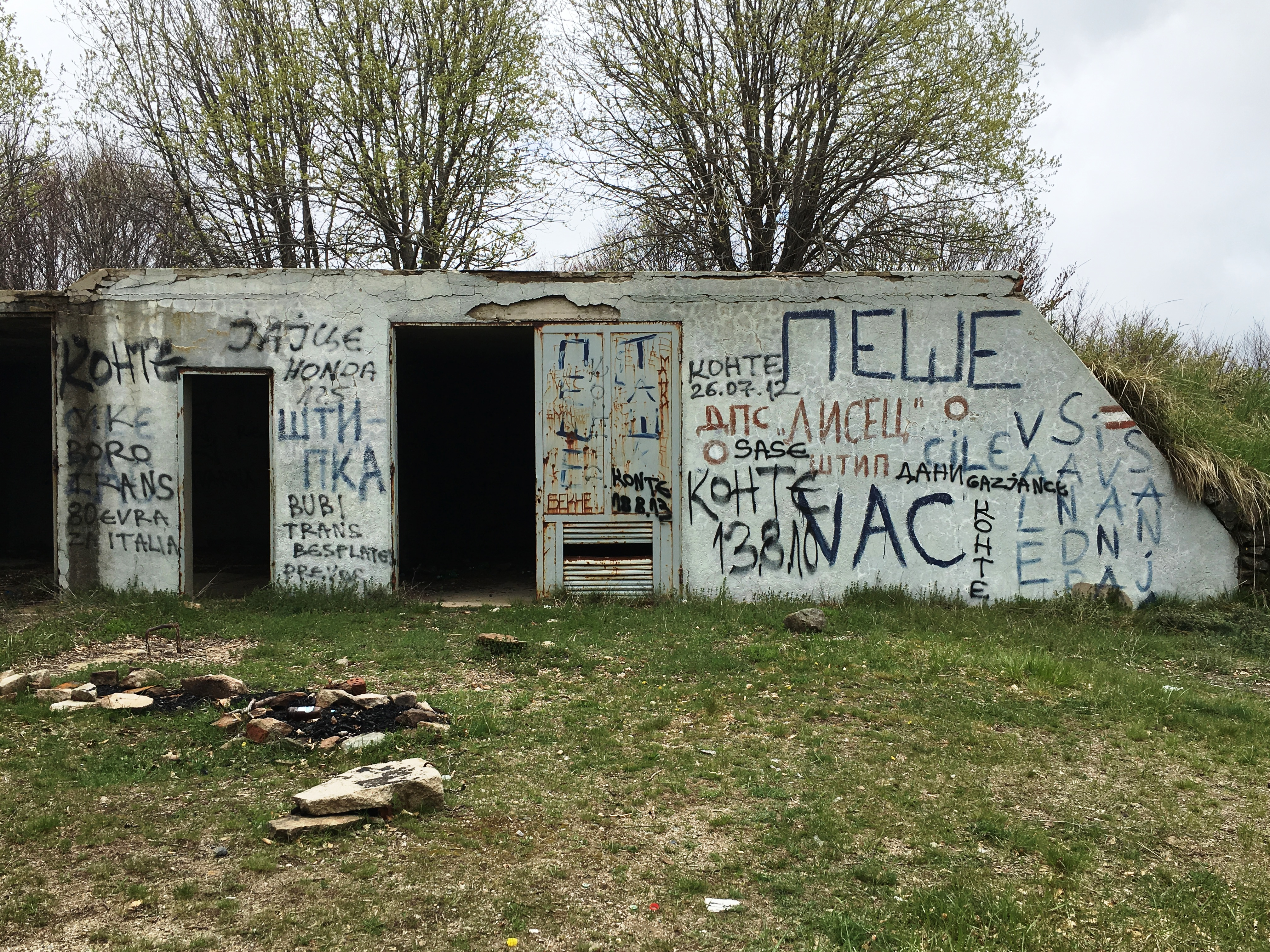
Будівля розташована на вершині
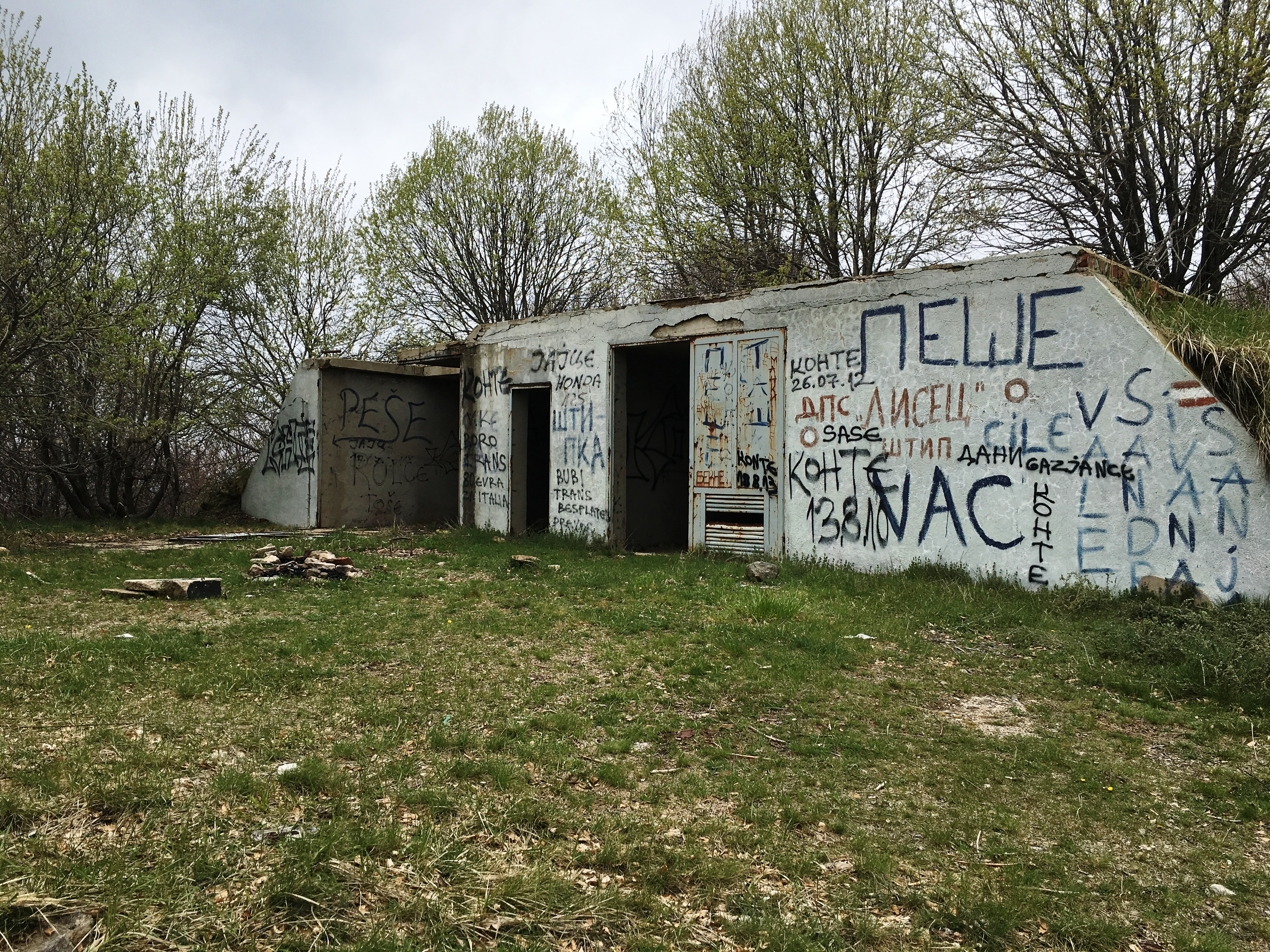
Вид збоку розташованої зверху будівлі